# Hall of Fame Tennis Championships 2000 - Qualificazioni singolare
Le qualificazioni del singolare  dell'Hall of Fame Tennis Championships 2000 sono state un torneo di tennis preliminare per accedere alla fase finale della manifestazione. I vincitori dell'ultimo turno sono entrati di diritto nel tabellone principale. In caso di ritiro di uno o più giocatori aventi diritto a questi sono subentrati i lucky loser, ossia i giocatori che hanno perso nell'ultimo turno ma che avevano una classifica più alta rispetto agli altri partecipanti che avevano comunque perso nel turno finale.
Le qualificazioni del torneo Hall of Fame Tennis Championships 2000 prevedevano 31 partecipanti di cui 4 sono entrati nel tabellone principale.

## Teste di serie
1. Ville Liukko (secondo turno)
2. Neville Godwin (Qualificato)
3. Yaoki Ishii (secondo turno)
4. Jeff Salzenstein (ultimo turno)

1. Mike Bryan (secondo turno)
2. Joseph Sirianni (primo turno)
3. Jonathan Erlich (ultimo turno)
4. Brandon Hawk (ultimo turno)

## Qualificati
1. Jim Thomas
2. Neville Godwin

1. Mardy Fish
2. Scott Draper

## Tabellone

### Legenda
| - Q = Qualificato - WC = Wild card - LL = Lucky loser | - ALT = Alternate - SE = Special Exempt - PR = Protected Ranking | - w/o = Walkover - r = Ritirato - d = Squalificato |

### Sezione 1
|  | Primo turno        | Primo turno        | Primo turno       | Primo turno | Primo turno |  |  | Secondo turno | Secondo turno      | Secondo turno | Secondo turno | Secondo turno |   |   | Ultimo turno | Ultimo turno | Ultimo turno | Ultimo turno | Ultimo turno |  |
|  |                    |                    |                   |             |             |  |  |               |                    |               |               |               |   |   |              |              |              |              |              |  |
|  |                    |                    |                   |             |             |  |  |               |                    |               |               |               |   |   |              |              |              |              |              |  |
|  |                    |                    |                   |             |             |  |  | 1             | Ville Liukko       | Ville Liukko  | 2             | 3             |   |   |              |              |              |              |              |  |
|  | Jim Thomas         | Jim Thomas         | Jim Thomas        | 6           | 6           |  |  |               | Jim Thomas         | Jim Thomas    | 6             | 6             |   |   |              |              |              |              |              |  |
|  | Wade McGuire       | Wade McGuire       | Wade McGuire      | 2           | 4           |  |  |               |                    |               |               |               |   |   |              | Jim Thomas   | Jim Thomas   | 6            | 7            |  |
|  | Jonathan Beardsley | Jonathan Beardsley | 6                 | 4           | 6           |  |  |               |                    | 8             | Brandon Hawk  | Brandon Hawk  | 4 | 5 |              |              |              |              |              |  |
|  | Kyle Spencer       | Kyle Spencer       | 4                 | 6           | 3           |  |  |               | Jonathan Beardsley | 6             | 4             | 3             |   |   |              |              |              |              |              |  |
|  | 8                  | Brandon Hawk       | Brandon Hawk      | 7           | 6           |  |  | 8             | Brandon Hawk       | 4             | 6             | 6             |   |   |              |              |              |              |              |  |
|  |                    | Jocelyn Robichaud  | Jocelyn Robichaud | 63          | 3           |  |  |               |                    |               |               |               |   |   |              |              |              |              |              |  |

### Sezione 2
|  | Primo turno         | Primo turno         | Primo turno      | Primo turno | Primo turno |  |  | Secondo turno | Secondo turno       | Secondo turno       | Secondo turno   | Secondo turno   |   |   | Ultimo turno | Ultimo turno   | Ultimo turno   | Ultimo turno | Ultimo turno |  |
|  |                     |                     |                  |             |             |  |  |               |                     |                     |                 |                 |   |   |              |                |                |              |              |  |
|  | 2                   | Neville Godwin      | Neville Godwin   | 6           | 6           |  |  |               |                     |                     |                 |                 |   |   |              |                |                |              |              |  |
|  |                     | Trevor Spracklin    | Trevor Spracklin | 4           | 2           |  |  | 2             | Neville Godwin      | Neville Godwin      | 6               | 6               |   |   |              |                |                |              |              |  |
|  | Mitch Sprengelmeyer | Mitch Sprengelmeyer | 6                | 3           | 6           |  |  |               | Mitch Sprengelmeyer | Mitch Sprengelmeyer | 4               | 4               |   |   |              |                |                |              |              |  |
|  | Paul Harsanyi       | Paul Harsanyi       | 3                | 6           | 3           |  |  |               |                     |                     |                 |                 |   |   | 2            | Neville Godwin | Neville Godwin | 6            | 7            |  |
|  | Patrick Osuna       | Patrick Osuna       | Patrick Osuna    | 6           | 6           |  |  |               |                     | 7                   | Jonathan Erlich | Jonathan Erlich | 4 | 5 |              |                |                |              |              |  |
|  | Jonathan Pastel     | Jonathan Pastel     | Jonathan Pastel  | 1           | 3           |  |  |               | Patrick Osuna       | 6                   | 4               | 3               |   |   |              |                |                |              |              |  |
|  | 7                   | Jonathan Erlich     | Jonathan Erlich  | 6           | 7           |  |  | 7             | Jonathan Erlich     | 4                   | 6               | 6               |   |   |              |                |                |              |              |  |
|  |                     | Doug Root           | Doug Root        | 4           | 6           |  |  |               |                     |                     |                 |                 |   |   |              |                |                |              |              |  |

### Sezione 3
|  | Primo turno        | Primo turno        | Primo turno        | Primo turno | Primo turno |  |  | Secondo turno  | Secondo turno  | Secondo turno  | Secondo turno  | Secondo turno  |   |   | Ultimo turno | Ultimo turno | Ultimo turno | Ultimo turno | Ultimo turno |  |
|  |                    |                    |                    |             |             |  |  |                |                |                |                |                |   |   |              |              |              |              |              |  |
|  | 3                  | Yaoki Ishii        | Yaoki Ishii        | 6           | 6           |  |  |                |                |                |                |                |   |   |              |              |              |              |              |  |
|  |                    | Scott Humphries    | Scott Humphries    | 3           | 3           |  |  | 3              | Yaoki Ishii    | 3              | 7              | 6(1)           |   |   |              |              |              |              |              |  |
|  | Mardy Fish         | Mardy Fish         | Mardy Fish         | 6           | 6           |  |  |                | Mardy Fish     | 6              | 5              | 7              |   |   |              |              |              |              |              |  |
|  | Gareth Williams    | Gareth Williams    | Gareth Williams    | 2           | 4           |  |  |                |                |                |                |                |   |   | Mardy Fish   | Mardy Fish   | Mardy Fish   | 6            | 6            |  |
|  | Trace Fielding     | Trace Fielding     | Trace Fielding     | 7           | 6           |  |  |                |                | Trace Fielding | Trace Fielding | Trace Fielding | 4 | 4 |              |              |              |              |              |  |
|  | Michael Passarella | Michael Passarella | Michael Passarella | 5           | 1           |  |  | Trace Fielding | Trace Fielding | 7              | 4              | 7              |   |   |              |              |              |              |              |  |
|  |                    | Justin Bower       | Justin Bower       | 6           | 7           |  |  | Justin Bower   | Justin Bower   | 64             | 6              | 68             |   |   |              |              |              |              |              |  |
|  | 6                  | Joseph Sirianni    | Joseph Sirianni    | 3           | 62          |  |  |                |                |                |                |                |   |   |              |              |              |              |              |  |

### Sezione 4
|  | Primo turno    | Primo turno      | Primo turno      | Primo turno | Primo turno |  |  | Secondo turno | Secondo turno    | Secondo turno | Secondo turno | Secondo turno |   |   | Ultimo turno | Ultimo turno     | Ultimo turno | Ultimo turno | Ultimo turno |  |
|  |                |                  |                  |             |             |  |  |               |                  |               |               |               |   |   |              |                  |              |              |              |  |
|  | 4              | Jeff Salzenstein | Jeff Salzenstein | 6           | 7           |  |  |               |                  |               |               |               |   |   |              |                  |              |              |              |  |
|  |                | Mark Merklein    | Mark Merklein    | 4           | 6           |  |  | 4             | Jeff Salzenstein | 3             | 7             | 6             |   |   |              |                  |              |              |              |  |
|  | Andrew Painter | Andrew Painter   | Andrew Painter   | 6           | 6           |  |  |               | Andrew Painter   | 6             | 65            | 4             |   |   |              |                  |              |              |              |  |
|  | Mark Keil      | Mark Keil        | Mark Keil        | 2           | 1           |  |  |               |                  |               |               |               |   |   | 4            | Jeff Salzenstein | 6            | 4            | 3            |  |
|  | Scott Draper   | Scott Draper     | Scott Draper     | 6           | 6           |  |  |               |                  |               | Scott Draper  | 2             | 6 | 6 |              |                  |              |              |              |  |
|  | Matthew Emery  | Matthew Emery    | Matthew Emery    | 2           | 2           |  |  |               | Scott Draper     | Scott Draper  | 7             | 6             |   |   |              |                  |              |              |              |  |
|  | 5              | Mike Bryan       | 6                | 65          | 6           |  |  | 5             | Mike Bryan       | Mike Bryan    | 62            | 4             |   |   |              |                  |              |              |              |  |
|  |                | George Abraham   | 1                | 7           | 1           |  |  |               |                  |               |               |               |   |   |              |                  |              |              |              |  |